# Takashi Amano
Takashi Amano (født 13. april 1986) er en japansk fodboldspiller.
Han har spillet for flere forskellige klubber i sin karriere, herunder Yokohama F. Marinos, JEF United Chiba og AC Nagano Parceiro.